# Polyporus austroafricanus
Polyporus austroafricanus är en svampart som beskrevs av Núñez & Ryvarden 1994. Polyporus austroafricanus ingår i släktet Polyporus och familjen Polyporaceae.   Inga underarter finns listade i Catalogue of Life.